# 白木茂 (起業家)
白木 茂（しらき しげる、1977年9月28日 ）は、日本の起業家。
株式会社ウィンメディックス 代表取締役社長、一般社団法人コロイド化ヨウ素研究学会 代表理事、一般社団法人 SES協会 代表理事、海外では英国のWin-Medics Holdings 代表取締役社長、Medics Kingdom 代表取締役社長、スイス国のSHIGERU AG 代表取締役社長。
経歴
東京都 生まれ。広告代理業、環境、医薬品開発関連の様々な事業経験を有するシリアル・アントレプレナーであり、心臓病で弟、白血病により娘を亡くした経験から、日本国内での遠隔診療システムの開発及び抗がん剤の研究開発を目的で起業。国際展開の拠点として、英国のロンドンに2社、世界五大会計事務所の一つ、監査法人BDO内に本社登記し設立する。そして、スウェーデンのストックホルムにある、医学系の単科教育研究機関としては世界で最大で、ノーベル生理学・医学賞の選考委員会がある、カロリンスカ研究所、ソルナキャンパス内のコワーキングスペース A Working Lab(AWL)にて、アジア企業としては初のLabを構える。
2016年に株式会社ウィンメディックスを設立（日本）。
2019年からWin-Medics Holdings、Medics Kingdomを設立（英国）、一般社団法人コロイド化ヨウ素研究学会を設立（日本）し、日本全国でがん患者や家族に向けた講演会を開催、がん患者と、そのご家族に寄り添い支援活動をしている。
2020年にSHIGERU AGを設立（スイス）
2020年にカロリンスカ研究所内にラボを設置（スウェーデン）
2021年にカンスンジャパン株式会社を設立（日本）
2021年に一般社団法人SES協会を設立（日本）
2023年3月9日、警視庁は株式会社ウィンメディックスの未公開株式約80億円分を無登録で販売したとして、金融商品取引法違反（無登録など）の疑いで逮捕し、5月2日には組織犯罪処罰法違反（犯罪収益の隠匿）容疑で再逮捕した。

## 著書
- 末期がん患者を救った男 がん治療"逆転"の軌跡(2017) - 幻冬舎